# Elena Gallego Andrada
Elena Gallego Andrada (Burgos, España; 19 de mayo de 1967) es una filóloga, poeta y traductora española. Junto con Montse Watkins fue pionera de la traducción directa de obras japonesas al español de autores como Kenji Miyazawa, Mushanokoji Saneatsu, Mori Ōgai y Shiga Naoya.

## Biografía

### Primeros años
Elena nació el 19 de mayo de 1967 en Burgos, España, donde transcurrieron su infancia y adolescencia.

### Trayectoria profesional
Licenciada en Filología Hispánica por la Universidad Complutense de Madrid en 1992. Autodidacta del idioma japonés, llegó a Japón en 1993 como profesora de la Universidad de Ritsumeikan. Así mismo trabajó para la Universidad de Estudios Extranjeros de Kioto y fue en esta época en la que se dedicó a estudiar literatura japonesa en la Universidad de Kioto.
Gallego es doctora en Literaturas Comparadas y Teoría de la Traducción por la Universidad de Sevilla, sobresaliente cum laude en 2002.
Recientemente ha sido profesora en la Universidad de Tokio, campus de Hongo y Komaba, y en la Universidad de Seisen. Actualmente, y desde 2004 hasta 2018, es profesora titular del Departamento de Estudios Hispánicos de la Universidad de Sofía en Tokio.
Su campo de investigación y docencia se han concentrado en Japón. Ha publicado más de una docena de libros y artículos de literatura, cultura e historia japonesa, sociología, psicología y culturas comparadas tanto en español como en japonés.

### Trabajo en la radio
Desde abril a septiembre de 2015 coprotagonizó un programa en la Radio Nacional japonesa (NHK) titulado Disfrutemos de la literatura japonesa en español (スペイン語で味わう J 文学) que volvió a emitirse en 2016.

### Otros trabajos
En el círculo académico Gallego es reconocida por sus recitales de poesía en japonés y español en las presentaciones de sus libros.
Sus traducciones directas del japonés al español la han convertido en  especialista en la literatura japonesa.

## Publicaciones literarias
- Amistad (Yujo)「友情: Mushanokooji Saneatsu (武者小路実篤), editorial Luna Books-現代企画室, 1998.
- El barco del río Takase y otros relatos「高瀬舟: Ogai Mori (森鴎外), editorial Luna Books-現代企画室, 1998.[1]
- El mesón con muchos pedidos y otros cuentos「注文の多い料理店: Kenji Miyazawa ( 宮 沢 賢 治 ). Traducida con Montse Watkins, editorial Luna Books-現代企画室, 2000.
- El intentedente Sansho (Sansho Dayu)「山椒大夫: Ogai Mori (森鴎外) editorial Contraseña, 2010.
- Kigo. La palabra de estación en el haiku japonés. Seleccionado y traducido junto a Seiko Ota, Hiperión, 2013.
- Haikus en el corredor de la muerte, junto a Seiko Ota, Hiperión, 2014.
- Haikus de amor, junto a Seiko Ota, Hiperión, 2015
- Amistad: Mushanokooji Saneatsu, editorial Contraseña, 2015.
- Corre, Melos; y otros relatos: Osamu Dazai, editorial Kaicrón, 2015.
- Haikus de guerra, junto a Seiko Ota, Hiperión, 2016.[2]
- Cien poetas, un poema cada uno. [スペイン語で詠う小倉百人一首]. Traducción, notas y prólogo: Masateru Ito. Revisión: Elena Gallego. Editorial Taiseido Shobo, Japón, 大盛堂書房, 2016.